# Palacio de la Reconquista
El Palacio de la Reconquista es un edificio que se encuentra a pocos metros de la Plaza de Mayo, en la esquina de las calles Bartolomé Mitre y Reconquista. En la misma se encuentran los edificios del Banco Hipotecario, el Banco Nación y el Banco Alemán Transatlántico, ya que se trata de la city financiera del barrio de San Nicolás, en la ciudad de Buenos Aires, Argentina.
Fue construido como sucursal porteña del Banco Anglo Sudamericano, y luego pasó a manos del Banco de Italia del Río de la Plata, luego al Republic National Bank of New York y por un corto tiempo al Mercobank.
El edificio fue proyectado por los arquitectos ingleses Paul Bell Chambers y Louis Newbery Thomas, autores de algunos de los grandes edificios de la ciudad de Buenos Aires: el Banco de Boston (hoy Standard Bank) y el Railway Building (hoy Ministerio de Economía) entre otros. Se comenzó en el año 1912 pero las obras quedaron demoradas por el inicio de la Primera Guerra Mundial, siendo terminado recién hacia 1920.
En 1925, recibió el 2.º Premio a la Mejor Fachada, entregado por la Municipalidad de la Ciudad de Buenos Aires, como lo atestigua una placa sobre la calle Reconquista.

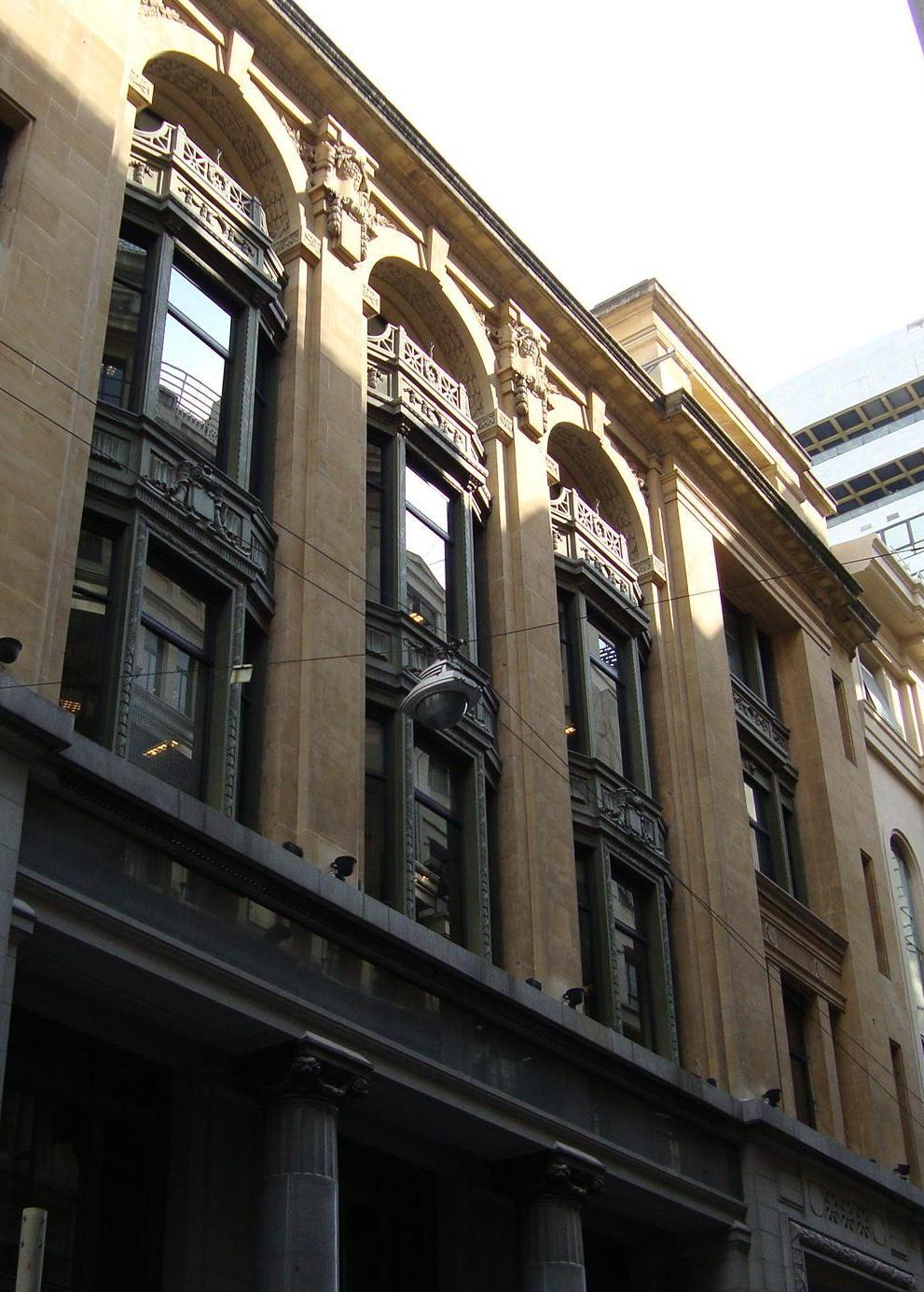
Ventanas

En él se instaló posteriormente el Banco de Italia y Río de la Plata, dueño además de un edificio contiguo que se conectó internamente con éste, y que fue demolido en 2007, a excepción de su fachada, para ser transformado en el edificio que actualmente alberga al Banco Supervielle. El Banco de Italia quebró en 1994 y los edificios fueron subastados por el Banco Central, siendo adquirido por EBI S.A., una sociedad anónima constituida especialmente con este fin. El edificio fue remodelado por el estudio Hampton-Rivoira y Asociados para alojar al Republic National Bank of New York en 1998. 
En poco tiempo la EBI transfirió el edificio al Mercobank, sucesor del Banco de Crédito Provincial de Buenos Aires, que se instaló en él hasta su quiebra en enero de 2001.
Entre el 27 de marzo y el 6 de abril de 2014, el edificio fue sede de la muestra "Espacios Revelados, Changing Places", organizada por Siemens Stiftung y el Gobierno de la Ciudad, con la instalación "Scattered Crowd" del norteamericano William Forsythe (coreógrafo).